# Atman (muziekgroep)
Atman is een Braziliaanse muziekgroep. De muziek is een combinatie van ambient electro met Europese dance-invloeden en traditionele Indiase wereldmuziek.

## Discografie

### Albums
| Titel                    | Jaar | Label          |
| ------------------------ | ---- | -------------- |
| Eternal Dance            | 1997 | MCD            |
| Eternal Dance (Original) | 1998 | Amiata Records |
| Eternal Dance 2          | 1998 | MCD            |
| The Traveler             | 2002 | MCD            |
| The Lonely Road          | 2002 | MCD            |
| India Club & Lounge      | 2004 | MCD            |
| 97 07 (Remastered)       | 2007 | MCD            |